# Pulaski (Georgia)
Pulaski è un comune degli Stati Uniti d'America, situato nello Stato della Georgia, nella Contea di Candler.